# Марсель Лефевр (архієпископ)
Марсель Лефевр (фр. Marcel Lefebvre; 29 листопада 1905, Туркуен ― 25 березня 1991, Мартіньї) ― католицький архієпископ Дакару (1955–1962), генеральний настоятель Конгрегації Святого Духа (CSSp) з 1962 по 1968 рік. Критично поставився до деяких рішень Другого Ватиканського собору (1962–1965) і подальших реформ у католицькій церкві, став одним з лідерів консервативних католиків-традиціоналістів. 1970 року заснував Священицьке братство святого Пія Х (FSSPX) і став його генеральним настоятелем. У 1988 році зробив посвяту чотирьох єпископів попри заборону Папи римського на такі дії. Іван Павло II оголосив Лефевра розкольником і відлучив від церкви. Анафеми зняв Бенедикт XVI вже після смерті Лефевра.